# Louis Owens
Louis Dean Owens (18 de julio de 1948 – 25 de julio de 2002) fue un novelista y académico de ascendencia choctaw, cherokee e irlandés-americana. Es conocido por una serie de novelas de misterio con temática indígena y por sus contribuciones al entonces incipiente campo de los Estudios sobre los Nativos Americanos. También fue profesor de inglés y de estudios sobre los nativos americanos, y colaboró frecuentemente con artículos, críticas literarias y reseñas en publicaciones periódicas. Owens falleció por suicidio en 2002.

## Biografía
Louis Owens nació en Lompoc, California, el 18 de julio de 1948. Fue uno de los nueve hijos de Hoey e Ida Owens. Se identificaba a sí mismo como de ascendencia choctaw y cherokee. A pesar de no ser ciudadano de ninguna nación indígena, ni mencionar a ningún ancestro o familiar tribal, y de haber escrito que “no estoy inscrito y no crecí en una reserva”, él continuaba identificándose como nativo americano.  Creció en las zonas rurales de Mississippi y California. Su primer trabajo, a los nueve años, fue recoger frijoles.  Entre 1969 y 1974, Owens trabajó como guardabosques y bombero para el Servicio Forestal de los Estados Unidos en el estado de Washington .  Recibió su licenciatura y maestría de la Universidad de California, Santa Bárbara y su doctorado en 1981 de la Universidad de California, Davis .  Owens enseñó en la Universidad de California en Davis y en la Universidad de California en Santa Cruz, en la Universidad Estatal de California en Northridge y en la Universidad de Nuevo México . Owens escribió cinco novelas en total, a menudo centradas en la relación entre los nativos americanos y la sociedad estadounidense contemporánea,  y explorando la identidad y las ascendencias mixtas.  Se le reconocía por combinar tramas de suspenso con temas de carácter más universal.  También completó cinco colecciones de ensayos y críticas literarias y fue uno de los principales estudiosos estadounidenses de la ficción nativa americana.  Owens también fue considerado un experto en la obra de John Steinbeck . 
Owens formó parte del consejo editorial de Steinbeck Quarterly. También integró el consejo editorial de New America, fue editor asociado de American Literary Realism y coeditor de American Literary Scholarship: An Annual, 1990. Además, fue miembro del comité nacional para el Premio de Literatura Nativo-Americana y el Premio de Prosa Nativo-Americana, miembro de la junta directiva del Premio Internacional de Literatura Nativo-Americana y nominador para la Medalla Nacional de las Artes. Asimismo, fue miembro del Consejo Asesor del Southwest Indian Polytechnic Institute. Contribuyó con más de cien artículos y reseñas en publicaciones periódicas, incluyendo Northeast Indian Quarterly, Arizona Quarterly, San Jose Studies, American Indian Quarterly y USA Today.
Owens falleció a causa de un disparo autoinfligido el 26 de julio de 2002 en Albuquerque. Le sobrevivían su esposa y dos hijas. En el momento de su muerte, era profesor de inglés y de estudios sobre los nativos americanos, y director de escritura creativa en la Universidad de California, Davis.. 

## Premios
Owens fue nombrado Escritor del Año por el Círculo de Escritores y Narradores Nativos de Wordcraft por Mixedblood Messages en 1998.  Recibió el American Book Award por Nightland en 1997. 
Los libros The Sharpest Sight and Other Destinies fueron co-ganadores del Premio Josephine Miles, PEN Oakland en 1993 y The Sharpest Sight ganó el Premio Roman Noir en 1995, el equivalente francés del Premio Edgar. Bone Game fue seleccionado por un panel independiente de jueces como el ganador del Premio Julian J. Rothbaum al mejor libro publicado por la University of Oklahoma Press en 1994.
Owens fue profesor Fulbright de literatura estadounidense en la Universidad de Pisa, Italia (1980-1). En 1989 recibió una beca de escritura creativa del Fondo Nacional para las Artes  y en 1987 una beca del Fondo Nacional para las Humanidades. También recibió una Beca de Humanidades de Nuevo México (1987) y fue nombrado Profesor Destacado del Año por la Sociedad Internacional Steinbeck en 1985-6 y recibió el Premio a la Enseñanza Distinguida en la Universidad de California en Santa Cruz en 1992.

## Novelas
- Wolfsong. Normando: University of Oklahoma Press, 1995.
- The Sharpest Sight. Norman. University of Oklahoma Press, 1995.
- Bone Game. Norman: University of Oklahoma Press, 1996.
- Nightland. Dutton, 1996. (Winner of an American Book Award). "Tierra de la Noche", en su traducción al español por la editorial argentina Selva Canela.
- Dark River. Norman: University of Oklahoma Press, 1999.

## Antologías y crítica literaria
- Jacquelyn Kilpatrick, "Louis Owens: reflexiones literarias sobre su vida y su obra", University of Oklahoma Press, 2004
- "Oigo el tren: reflexiones, invenciones, refracciones" ( Serie de literatura indígena y estudios críticos, v. 39), University of Oklahoma Press.
- "Mensajes de sangre mixta: literatura, cine, familia, lugar" ( Serie de literatura indígena estadounidense y estudios críticos, v. 26), University of Oklahoma Press.
- "Gerald Vizenor", número especial de SAIL, V 9, No. 1, primavera de 1997.
- Otros destinos, ( Serie de literatura indígena americana y estudios críticos, v.3) University of Oklahoma Press.
- Las uvas de la ira: Problemas en la tierra prometida, Twayne Pub.
- La nueva visión de América de John Steinbeck, University of Georgia Press.
- Novelistas indígenas americanos :Una bibliografía crítica anotada, con Tom Colonnese, Biblioteca de Referencia Garland de las Humanidades, Vol 384, Garland Press.
- Beca literaria americana :An Annual, 1990, como editor, Duke Univ Press.

## Entrevistas y ensayos
"Graves preocupaciones se convierten en un embaucador: las novelas de Louis Owens", Chris LaLonde, Univ. Oklahoma Press. ( Serie de literatura indígena americana y estudios críticos, v. 43). Número especial de SAIL sobre Louis Owens editado por Chris LaLonde, v. 10, n.º 2, verano de 1998, que contiene:
- - Preface by Chris LaLonde;
  - Clear Waters: A Conversation with Louis Owens by John Purdy;
  - Bone Game's Terminal Plots and Healing Stories by Rochelle Venuto;
  - The Syncretic Impulse: Louis Owens' Use of Autobiography, Ethnology, and Blended Mythologies in The Sharpest Sight by Margaret Dwyer;
  - Nightland and the Mythic West by Linda Lizut Helstern;
  - Wilderness Conditions: Ranging for Place and Identity in Louis Owens' Wolfsong by Susan Bernardin;
  - Landscape and Cultural Identity in Louis Owens' Wolfsong by Lee Schweninger.

That the People Might Live: Native American Literatures and Native American Community, Jace Weaver, Oxford University Press.
Mixedbloods and Mystery: Crises of Identity in Two Native American Novels, Amy Lerman, Kishwaukee College, in Publication of the Illinois Philological Association.
Everything Matters : Autobiographical Essays by Native American Writers, Arnold Krupat & Brian Swann (Editors), Random House.
Native North American Literature: Biographical and Critical Information on Native Writers and Orators from the United States and Canada, Janet Witalec, Jeffery Chapman (Editors), Gale Research.

## Escribir en línea
El hallazgo de genes en los estudios de Weber La canción es muy corta: literatura de los nativos americanos y teoría literaria en los estudios de Weber